# Alexander Tachie-Mensah
Alex Tachie-Mensah (ur. 15 lutego 1977 w Akrze) – ghański piłkarz występujący na pozycji napastnika.

## Kariera piłkarska
Alex jest wychowankiem ghańskiego klubu piłkarskiego Ebusua Dwarfs, gdzie rozgrywki zaczynał w kadrze juniorów. Do seniorów trafił na sezon 1999/2000, ale szybko został sprzedany do szwajcarskiego Neuchâtel Xamax, na dwa sezony. Stał się w nim jednym z czołowych strzelców zespołu oraz Swiss Super League. Zauważył go trener FC Sankt Gallen, który chciał go pozyskać za wszelką cenę. Trafił do niego w roku 2002 i grał w nim do lata 2009 roku. 9 czerwca 2009 zakończył karierę.
| Sezon     | Klub            | Kraj       | Rozgrywki                    | Mecze | Bramki |
| --------- | --------------- | ---------- | ---------------------------- | ----- | ------ |
| 1999/2000 | Ebusua Dwarfs   | Ghana      | Ghana Telecom Premier League | 39    | 35     |
| 2000/2002 | Neuchâtel Xamax | Szwajcaria | Swiss Super League           | 55    | 24     |
| 2002/2009 | FC Sankt Gallen | Szwajcaria | Swiss Super League           | 133   | 48     |

## Kariera reprezentacyjna
Z kadrą narodową jest związany od grudnia 2001, kiedy zadebiutował w meczu sparingowym przeciwko Mali. Jest głęboką rezerwą w reprezentacji, a swoje mecze rozgrywa bardzo rzadko. Został powołany na Mistrzostwa Świata 2006, gdzie swoje mecze rozgrywał do 1/8 finału.